# Grapes of Wrath (musikgrupp)
Grapes of Wrath var ett svenskt jazzrockband som bildades 1967 i Stockholm.
Grapes of Wrath bildades av Kalle Petersson (sång), Christer Eklund (saxofon), Göran Ramberg (saxofon), Jojje Wadenius (gitarr), Björn Karlsson (bas) och Ola Brunkert (trummor). Wadenius lämnade bandet 1968 för att bilda musikgruppen Made in Sweden och ersattes av Janne Schaffer. Bandet spelade 1969 in en soundtrack-EP, Deserter U.S.A. (HB Artist HBEP1005) för en dokumentärfilm med samma namn om amerikanska vietnamdesertörer i Sverige. Schaffer och Brunkert blev därefter medlemmar av musikgruppen Opus III, medan Eklund blev producent för radioprogrammet Tonkraft i Sveriges Radio.